# Rolf Colsman
Rolf Colsman (* 6. März 1931 in Langenberg (Rheinland); † 5. Juli 2010 in Velbert) war ein deutscher Unternehmer.

## Leben
Rolf Colsman studierte an den Universitäten Tübingen, Köln und Harvard University. 1961 wurde er geschäftsführender Gesellschafter der in  Essen-Kupferdreh ansässigen traditionsreichen Weberei und Familienunternehmens Gebrüder Colsman (früher Gebrüder Colsmann Seidenweberei). Colsman engagierte sich in der Lokalpolitik und war von 1970 bis 1975 Fraktionsvorsitzender der FDP im Rat der Stadt Neviges. Auch nach deren Eingemeindung in die Stadt Velbert gehörte er deren Rat bis 1984 an.
Er trat dem Essener Unternehmensverband e. V. (EUV) bei, in dessen Beirat er 1970 gewählt wurde. Im Jahr 1985 wurde er Mitglied des Vorstandes und war von 1995 bis 2000 dessen Vorsitzender. Im Jahr 2000 wurde er zum Ehrenvorsitzenden des EUV ernannt. Außerdem war er stellvertretender Präsident der Industrie- und Handelskammer für Essen, Mülheim an der Ruhr, Oberhausen zu Essen.
Darüber hinaus war Rolf Colsman Vorsitzender des Stiftungsrates der BCW-Gruppe und begleitete den bundesweiten und internationalen Ausbau von deren Bildungseinrichtungen (u. a. FOM Hochschule).

## Ehrungen
Für seine Verdienste um den Ausbau von Bildungseinrichtungen für Berufstätige und den Ausbau von internationalen Beziehungen in Wissenschaft und Forschung verlieh ihm die Staatliche Universität Kostroma in Russland die Würden eines Ehrendoktors. Außerdem wurde er von der Shanxi University of Finance and Economics in Taiyuan, China, für die Förderung eines chinesisch-deutschen Studienprogrammes durch die Ernennung zum Ehrenprofessor geehrt. 1997 verlieh ihm der Bundespräsident das Große Verdienstkreuz der Bundesrepublik Deutschland.